# Cabanne-et-Barre
Pour les articles homonymes, voir Cabanne et Barre.
Ancienne commune du Tarn, la commune de Cabanne-et-Barre a existé de 1790 à 1900. Elle a été créée en 1790 par la fusion des communes de Barre et de Cabanne. En 1900 elle a été supprimée. La commune Barre fut alors rétablie, et sur le reste du territoire la nouvelle commune de Moulin-Mage fut créée. Le hameau de Cabanne ou Cabannes, ancienne commune indépendante, se trouve aujourd'hui sur le territoire de Moulin-Mage.